# Falkowa (Nowy Sącz)
Falkowa – osiedle we wschodniej części Nowego Sącza, położone na wzgórzach Pogórza Rożnowskiego. Położona między Kamienicą Nawojowską a potokiem Łubinka, graniczy z osiedlami Gołąbkowice, Piątkowa, Gorzków, Zawada oraz miejscowościami Kunów, Piątkowa i Mystków.
Główne punkty na mapie osiedla to Sądecki Park Etnograficzny (otwarty w 1975 roku), Lasek Falkowski (wraz ze ścieżką dydaktyczną), Szkoła Podstawowa nr 11 im. Juliana Tuwima, Kaplica pw. św. Antoniego, skałki przy ul. Jamnickiej (grób partyzantów – braci Świerczków), zabytkowy dwór oraz Rodzinny Ogródek Działkowy „Falkowa”. Ulice wchodzące w skład osiedla to: ul. Jamnicka (częściowo), ul. Długoszowskiego (częściowo), ul. Podwale, ul. Botaniczna, ul. Falkowska, ul. Wrzosowa, ul. Na Potokach, ul. Kolorowa, ul. Halna, ul. Obłazy oraz ul. Ziołowa. Najwyższy punkt osiedla znajduje się na wysokości 380 m n.p.m. (wierzchownia Lasku Falkowskiego), a najniższy na ok. 300 m n.p.m. (doliny Kamienicy i Łubinki).

## Historia
Nazwa osiedla ma pochodzić od imienia Chwalimir lub Chwalisław, które to imię w skrócie brzmiało Chwałko, Chwałek, a dialektycznie w Małopolsce Fałko, Falko, Fałek lub Falek. Może też od niemieckiego Falk, Falko (sokół). Pierwsze wzmianki o wsi pochodzą z 1320 i 1392 roku, kiedy to Falkowa była wsią wchodzącą w skład wójtostwa Mystków. Wójtostwo to zostało w 1427 r. wykupione z rąk niejakiego Mikołaja Strelicza przez samego króla Władysława II Jagiełłę, który wyasygnował w tym celu aż 2000 grzywien srebra.
W czasach Autonomii Galicyjskiej Falkowa była gminą. W 1829 Ignacy Brunicki odkupił od zaborcy austriackiego cieniawski dwór wraz z sąsiadującymi z nim gminami, w tym z Falkową, Ptaszkową, Jamnicą, Mystkowem, Mszalnicą, Królową Polską, Kunowem i Kamionką Małą. Zapłacił on po licytacji 20 045 złotych reńskich, podbijając cenę wywoławczą zaledwie o 673 zł, co świadczy o tym, że wielu chętnych na ten majątek nie było.
1 sierpnia 1934 roku utworzono gminę zbiorową Nowy Sącz, włączając w nią jednostkowe gminy wiejskie, w tym Falkową. 1 lipca 1951 Falkową włączono w granice Nowego Sącza. Wyłączono ją ponownie 1 stycznia 1969, włączając do gromady Nowy Sącz. Od 1973 znów w gminie Nowy Sącz. 2 lutego 1977 roku gmina zbiorowa została zniesiona, a jej obszar został przyłączony do gminy Chełmiec, i miasta Nowego Sącza; Falkowa znalazła się w po raz drugi w granicach miasta Nowego Sącza.
W latach 1950–1952 jedno z gospodarstw rolnych w Falkowej zostało przekazane szpitalowi miejskiemu w Nowym Sączu, co zapewniło stałe zaopatrzenie w owoce, jarzyny i częściowo w mięso dla tej placówki (przy udziale innych gospodarstw, usytuowanych w Dąbrówce i Nowym Sączu).
W 1987 roku wybudowano na Falkowej wyciąg narciarski, który jednak nie przetrwał próby czasu.
W trakcie kolonizacji józefińskiej pod koniec XVIII w., również w Falkowej osiedlili się przesiedleńcy niemieccy z Austrii i Prus.

## Kaplica pw. św. Antoniego
Na osiedlu Falkowa znajduje się kaplica rzymskokatolicka pw. św. Antoniego. Obecny kościółek rozpoczęto budować 29 września 1990 r. obok istniejącej małej drewnianej kapliczki sprzed II Wojny Światowej. Budowę zakończono w 1993 r., a poświęcenia świątyni dokonał Ks. Bp. Józef Gucwa 19 czerwca 1994 r. Autorem projektu budynku jest architekt inż. Paweł Dygoń. Powierzchnia kaplicy wynosi 220 metrów kwadratowych (oprócz zakrystii). Jest to obiekt murowany, jednonawowy z niedużymi wnękami z prawej i z lewej strony. W lewej wnęce znajduje się ołtarz Matki Bożej Nieustającej Pomocy, natomiast w prawej – boczne wejście do kościoła. Dodatkowo z prawej strony budynku umiejscowiona jest zakrystia. Dach budynku wykonano z blachy ocynkowanej. Obok części kultowej w podpiwniczeniu znajdują się dwie sale katechetyczne z sanitariatami, kuchnia, kotłownia i magazyn. W kaplicy znajdują się unikalne stacje Drogi Krzyżowej autorstwa sądeckiej artystki Marii Ritter, odrestaurowane w 2015 roku. W ołtarzu głównym umiejscowiony jest obraz św. Antoniego z Padwy. Nad ołtarzem góruje drewniany krzyż oraz figury Maryi i św. Jana Apostoła. W kaplicy znaleźć można także kopię obrazu Jezusa Miłosiernego oraz figurę św. Antoniego. Kaplica jest kościołem rektoralnym Bazyliki św. Małgorzaty, a jej opiekunem od sierpnia 2016 roku jest ks. Kazimierz Dudzik (wcześniej przez 20 lat, 1996–2016, był to ks. Ryszard Kudroń). 17 czerwca 2018 roku wprowadzone zostały do kaplicy relikwie św. Antoniego z Padwy. Są to relikwie I stopnia, pochodzące bezpośrednio z ciała świętego.
Historia kultu religijnego w Lasku Falkowskim sięga dwudziestolecia międzywojennego. Około roku 1930, ówczesne władze miasta wybudowały w tym malowniczym zakątku Falkowej, budynki kolonijne dla dzieci odpoczywających tutaj w trakcie wakacji. Obok nich zbudowano maleńką kapliczkę, gdzie w ciągu wakacji kapłan odprawiał Mszę św. dla dzieci i personelu. W czasie II Wojny Światowej Niemcy rozebrali budynki, pozostawiając tylko kapliczkę, w której zdążył rozwinąć się kult św. Antoniego. Przy tej kapliczce gromadzili się miejscowi wierni na nabożeństwa majowe i październikowe. W roku 1961 religię usunięto ze szkół, a dzieci z miejscowej Szkoły Podstawowej zaczął jej uczyć w jednym z domów Ks. Bogusław Zawiślak. Postanowił on w niedzielę odprawiać Mszę św. przy kapliczce, którą stopniowo powiększano, ale i tak niewiele osób mogło się do niej zmieścić. Za ks. Prałata Stanisława Lisowskiego zdecydowano wybudować w tym miejscu sale katechetyczne i kaplicę, która służy do dzisiaj. Z biegiem czasu historyczna kapliczka uległa zniszczeniu, a dla upamiętnienia miejsca, w którym się znajdowała, wzniesiono pomnik z figurą św. Antoniego z Padwy.
Na skwerku koło kaplicy pw. św. Antoniego znajdują się głazy upamiętniające zbrodnię katyńską i katastrofę smoleńską.

## Szkoła
Na Falkowej znajduje się Szkoła Podstawowa nr 11 im. Juliana Tuwima, której historia sięga 1909 roku. Założycielem i organizatorem jednoklasowej szkoły był Józef Smolucha. W pierwszym roku nauki do szkoły uczęszczało 40 dzieci. Po wybuchu I Wojny Światowej przerwano naukę, ponieważ nauczyciel został zmobilizowany do wojska. W 1918 r. wrócił on z wojny i szkoła rozpoczęła swoją działalność ponownie. Po odzyskaniu przez Polskę niepodległości usunięto ze szkoły język niemiecki. W 1919 r. miejsce p. Smołuchy zajęła Honorata Ptaczyńska. Mimo dużej liczby uczniów (76) pracował tylko jeden nauczyciel. W 1923 r. posadę nauczyciela objęła Aleksandra Jankowska. W okresie międzywojennym szkoła była nie tylko miejscem nauki, ale pełniła również rolę ośrodka kultury. W szkole przykładano dużą wagę do kształtowania uczuć patriotycznych. W dniu imienin Marszałka Józefa Piłsudskiego i Prezydenta Polski Ignacego Mościckiego oraz 3 Maja organizowano uroczyste poranki. Wybuch II wojny światowej opóźnił rozpoczęcie roku szkolnego o 2 miesiące. W czasie wojny szkoła prowadziła dożywianie dzieci i miejscowej ludności. W 1946 r. obowiązki kierownika szkoły (teraz już pięcioklasowej) przejął Melchior Makulak, drugim nauczycielem był Stefan Nosal. W ramach likwidacji analfabetyzmu, w 1949 r. w szkole zorganizowano kurs nauki czytania i pisania. W 1953 r. na miejsce p. Nosala do pracy przyjęto Stanisławę Czerwińską, która w 1956 r. objęła funkcję kierownika szkoły, drugim nauczycielem był Stanisław Radzik.
Przełomowym wydarzeniem, nie tylko dla Falkowej, była elektryfikacja wsi, którą przeprowadzono w 1957 r. W szkole po raz pierwszy wyświetlono filmy oświatowe. W 1958 r. do pracy została przyjęta Helena Kosecka. W 1960 r. dla uczczenia tysiąclecia Państwa Polskiego młodzież zasadziła drzewka koło szkoły. Ten rok okazał się katastrofalny dla szkoły, ponieważ długotrwałe deszcze spowodowały obsunięcie ziemi i pęknięcie murów. Wybrany w 1965 r. Społeczny Komitet Budowy Szkoły usilnie zabiegał o budowę nowego obiektu. Starania te wspomagał radny Miejskiej Rady Narodowej – Edward Czerwiński. W 1966 r. MRN zatwierdziła plan budowy szkoły, która miała stanąć na polu Tadeusza Niedźwiedzia oraz Katarzyny Góry i Małgorzaty Góry. Budowę rozpoczęto w lipcu 1967 r. Dzień 2 września 1968 r. to data otwarcia szkoły, która rozpoczęła nową kartę historii Szkoły Podstawowej Nr 11 w Nowym Sączu im. Juliana Tuwima. Była to szkoła ośmioklasowa. W 1971 do jej obwodu został przyłączony Kunów. W szkole działały liczne koła zainteresowań, m.in.: SKKT i drużyna harcerska prowadzona przez Danutę Wczesny, specjalizująca się w turystyce rowerowej (zwycięzca Rajdów Rowerowych organizowanych przez PTTK). Uczniowie szkoły spotykali się ze znanymi pisarzami, np.: Wandą Różkiewską (1974), Tadeuszem Śliwiakiem (1975) i Ludwikiem Jerzym Kernem (1979).
W 1981 r. na dyrektorskie stanowisko została wybrana Barbara Kurp. Ten rok obfitował w dramatyczne wydarzenia – był to okres strajków i protestów robotniczych. Trudności gospodarcze i polityczne miały wpływ na pracę w szkole. W dniu 13 grudnia 1981 r. ogłoszono stan wojenny – nauka w szkole została zawieszona. Wznowiono ją na początku stycznia 1982 r. W 1983 r. nowym dyrektorem szkoły została Barbara Wójcik. Budynek wymagał kapitalnego remontu. Rok 1984 przebiegał pod hasłem „40-lecia PRL”. Dla upamiętnienia tej rocznicy harcerze posadzili 40 róż w szkolnym ogrodzie, a Rajd 40-lecia PRL ukończyli zajmując pierwsza lokatę. Dyrektor szkoły czynił starania o rozbudowę szkoły. W 1985 r. został powołany komitet Wojewódzkiego Czynu Pomocy Szkole, którego przewodniczącym został Andrzej Czerwiński. Najważniejszym zadaniem komitetu była poprawa bazy lokalowej szkoły, m.in. budowa przewiązki. Ważny element edukacji w szkole zawsze stanowiła ekologia. W 1988 r. Anna Nikel założyła przy szkole ogród botaniczny. W dalszym ciągu domeną szkoły byłą turystyka – SKKT prowadzi Marta Plata. Jednym z godnych przypomnienia faktów jest Rajd Świętokrzyski (1991), który zakończył się spotkaniem z Ojcem Świętym w Kielcach.
Rok 1992 upływał pod hasłem 700-lecia Nowego Sącza. Uczniowie szkoły brali udział w marszu historycznym, prezentując stroje i zajęcia mieszkańców wsi. W 1992 r., w wyniku konkursu, na stanowisko dyrektora szkoły zostaje wybrana Czesława Kasowska-Salamon. Wyrazem troski o dobro ucznia był akces do Nowosądeckiej Ligi Szkół Promujących Zdrowie – koordynatorem działań była Barbara Ogorzałek. Ogromnym staraniem pani dyrektor, w 1994 r. zostało wykonane w szkole centralne ogrzewanie i powstała nowoczesna kotłownia gazowa. Władze miejskie zadecydowały o rozpoczęciu rozbudowy szkoły w 1996 r. Jesienią 1997 r. zorganizowano I Szkolny Rajd Górski, wpisany następnie na stałe do kalendarza imprez szkolnych. 12 listopada obchodzone było 30-lecie istnienia szkoły. Obchody swoją obecnością uświetnili Andrzej Czerwiński – Prezydent Miasta, Leszek Zegzda – w-ce Prezydent, Janina Gołciej – Kurator Oświaty, Witold Kozłowski – Wizytator, Waldemar Olszyński – Naczelnik Wydziału Oświaty. Chór, umilający śpiewem uroczystość, przygotował Andrzej Citak. Rok 1999/2000 przyniósł zmiany związane z reformą oświaty. W grudniu szkolny zespół prowadzony przez Krystynę Pielichowską – „Kolorowe Nutki” zaprezentował się podczas koncertu mikołajkowego w Preszowie na Słowacji. Ten sam zespół w styczniu uczestniczył w akcji Wielkiej Orkiestry Świątecznej Pomocy. Końcem sierpnia rozpoczęto rozbudowę szkoły.
W roku szkolnym 2000/2001 zorganizowano I Międzyszkolny Konkurs Inscenizacji Utworów Juliana Tuwima. Przedstawiciele szkoły brali również udział w konferencji Nowosądeckich Szkół Promujących Zdrowie. Zespół „Kolorowe Nutki” zdobył I miejsce w Sądeckiej Dziecięcej Wiośnie Artystycznej, w kategorii taneczno-baletowej. Rok 2001/2002 rozpoczął się w powiększonym budynku szkoły. Tradycyjny rajd szkolny odbył się w Tropiu. W szkole przeprowadzono wiele akcji, m.in. „Złotówka dla dzieci z Afganistanu”, „Serce na pomoc chorym i potrzebującym dzieciom”, „Zdążyć z pomocą”. Szkoła otrzymała Certyfikat Dobroczynności. 14 listopada 2002 r. odbyła się uroczystość poświęcenia sztandaru szkoły i przekazania go uczniom. W 2003 r. stanowisko dyrektora szkoły objęła Alicja Wąsowicz. Był to ciężki początek roku, gdyż końcem sierpnia okazało się, że pod wpływem obsunięcia się ziemi, ponownie pękły mury szkolne. Dzięki wielkiemu wysiłkowi pani dyrektor szybko rozpoczęto remont szkoły, dlatego już w listopadzie dzieci uczyły się w wyremontowanej szkole. Szkoła podstawowa 18 czerwca 2003 r. otrzymała, po wielu staraniach, Certyfikat Szkół Promujących Zdrowie. Od 2009 r. dyrektorem szkoły jest Marta Plata. Szkoła może się poszczycić licznymi sukcesami w olimpiadach przedmiotowych, jak również w konkursach plastycznych, muzycznych, recytatorskich, sportowych, językowych i in. Obecnie nadal w szkole prowadzona jest rozszerzona edukacja ekologiczna, turystyczna i zdrowotna.

## Skansen
Na terenie osiedla Falkowa znajduje się Sądecki Park Etnograficzny, otwarty w 1975 roku. Jest to największe muzeum skansenowskie w Małopolsce, prezentujące architekturę drewnianą i tradycyjną kulturę ludową lokalnych grup etnograficznych – Lachów, Pogórzan i Górali Sądeckich oraz grup etnicznych: Łemków, Niemców i Cyganów. Na powierzchni 20 ha znajduje się kilkadziesiąt budynków, m.in. zagrody chłopskie, XVII-wieczny dwór szlachecki z unikalną polichromią we wnętrzach, folwark dworski oraz osiemnastowieczne świątynie: kościół rzymskokatolicki, cerkiew greckokatolicka i kościół protestancki. W jednym z sektorów odtworzono zabudowę kolonistów niemieckich z Gołkowic Dolnych, a na skraju lasu małe osiedle cygańskie. Ekspozycja skansenu prezentuje chronologiczne, majątkowe i społeczne zróżnicowanie kultury ludowej Sądecczyzny, a wiedzę o tradycji regionu wzbogacają tematyczne wystawy etnograficzne: „Izba weselna” i "Maziarstwo łemkowskie”. Tradycyjny charakter ma otoczenie zagród wraz z zakomponowaniem zieleni. Najnowszą atrakcją jest Miasteczko Galicyjskie z rekonstrukcją niewielkiego placu rynkowego, ratusza, karczmy, remizy strażackiej i domów mieszczańskich. Można tu wynająć pokoje gościnne oraz sale konferencyjne. Na terenie skansenu odbywają się cykliczne oraz okazyjne prezentacje dawnych wiejskich rzemiosł, kuchni regionalnej i warsztatów rękodzielniczych, zaś latem liczne, plenerowe imprezy folklorystyczne. Najbardziej znane z nich to “Odwiedziny u pradziadków na wsi”, “Odpust na św.św. Piotra i Pawła”, “Wesela sądeckie” i “Dożynki”.
Sądecki Park Etnograficzny jest tak zaprojektowany, aby jak najwierniej przypominał krajobraz dawnej wsi sądeckiej. Otoczenie każdej zagrody jest zgodne z miejscową tradycją. Są tu ogródki kwiatowe, zielarskie, warzywniki, uprawy polowe, sady, odpowiednio dobrana wysoka i niska zieleń przyzagrodowa, stoją studnie, poidła, ule. Podwórza czy zagrody otoczono starodawnymi płotami, uzupełniono kapliczkami, krzyżami przydrożnymi. Inicjatorką Sądeckiego Parku Etnograficznego w końcu lat sześćdziesiątych była dr Hanna Pieńkowska – ówczesny Wojewódzki Konserwator Zabytków w Krakowie. Założenia projektowe Parku opracował w części architektonicznej mgr inż. Wojciech Szczygieł, a w części etnograficznej mgr Tadeusz Szczepanek. Autorką koncepcji skansenu jako ekspozycji typu „muzeum wieś” jest mgr Maria Brylak-Załuska, a pierwszym realizatorem, długoletnim kierownikiem skansenu i późniejszym opiekunem (z racji pełnienia funkcji wojewódzkiego Konserwatora Zabytków) – mgr inż. arch. Zygmunt Lewczuk. Budowanie Sądeckiego Parku Etnograficznego rozpoczęto w 1969 r. Udostępniono go zwiedzającym w roku 1975.

## Lasek Falkowski
Las Falkowski położony jest w obrębie grzbietu Falkowej, którego wierzchowina w tej części miasta znajduje się na wysokości 380 m n.p.m., a zarazem 80 m ponad dna pobliskich dolin Kamienicy i Łubinki. Trzon tego grzbietu zbudowany jest z grubo-ławicowych piaskowców i łupków. W lasku znajduje się terenowa ścieżka dydaktyczna, która prawie w całości prowadzi przez pofałdowany, pełen zagłębień i wypukłości, lokalnie podmokły teren rozległego osuwiska. Obszar położony jest w umiarkowanie ciepłym piętrze klimatycznym, czyli najcieplejszej części polskich Karpat. Charakterystycznymi zespołami roślinnymi – silnie przekształconymi przez człowieka – są: bór mieszany z udziałem dębu, świerka i brzozy oraz fragmenty lasu dębowo-grabowego. Występuje tu również unikatowe, mało znane zbiorowisko, które tworzy klon. Warto zwrócić uwagę na stanowiska chronionego bluszczu pospolitego i mchu torfowca. Pomimo silnej antropopresji, występuje tutaj bogata fauna bezkręgowców i kręgowców. Znajdująca się w lasku ścieżka dydaktyczna „Lasek Falkowski” ma długość około 1 kilometra i zawiera 9 kolejnych przystanków. Początek ścieżki wyznacza drzewo – okazała lipa – pomnik przyrody z charakterystyczną naroślą przypominającą głowę dzika, który stał się symbolem Ścieżki. W pobliżu wierzchowni lasku znajdują się pozostałości po dawnej skoczni narciarskiej i torze saneczkowym.

## Skałki nad Kamienicą
Ciekawym przykładem przyrody nieożywionej znajdującej się na Falkowej są skałki piaskowca. Jest to idealne miejsce do wspinaczki oraz rekreacji, znajdujące się pomiędzy ul. Falkowską, ul. Wrzosową, zakończeniem ul. Jamnickiej oraz rzeką Kamienicą. Trasy wspinaczkowe zostały wyznaczone na dwóch skałach kompleksu: Cyplu (ok. 12 m) oraz Ówce (ok. 8 m) i oferują 6 dróg i 2 warianty. W pobliżu szczytu wzniesienia, którego częścią są skałki, znajduje się grób dwóch kurierów sądeckich, braci Władysława (1912-1944) i Kazimierza (1918-1944) Świerczków. Byli to członkowie ruchu oporu na Sądecczyźnie – należeli do najaktywniejszych działaczy dywersyjno-wywiadowczej komórki PPS-u, kierowanej przez Franciszka Krzyżaka. Prowadzili liczne akcje sabotażowe. Przerzucili za południowa granicę wiele osób narodowości żydowskiej. Zginęli 31 maja 1944 roku zaskoczeni w lesie pomiędzy Kunowem i Falkową przez niemiecki patrol. Według niektórych źródeł, zostali oni dostrzeżeni, na nieporośniętym jeszcze zboczu, z pobliskiego Gorzkowa i zastrzeleni.

## Rodzinny Ogród Działkowy „Falkowa”
ROD „Falkowa” ulokowany jest przy ul. Botanicznej, w sąsiedztwie Lasku Falkowskiego. Został on utworzony w latach 80. i składa się z 309 działek rozmieszczonych w 5 sektorach. Jest to największy rodzinny ogród na terenie miasta Nowego Sącza. Wszystkie działki ogrodu wyposażone są w podstawową infrastrukturę: sieć energetyczną, instalację wodną, ogrodzenia sektorowe, drogi dojazdowe oraz segregowane stanowisko na odpady i nieczystości. Rodzinny Ogród Działkowy „Falkowa” Nowy Sącz jest integralną częścią miasta i oprócz zwykłych upraw oraz nasadzeń dopełnia funkcję rekreacyjne i wypoczynkowe dla wielopokoleniowych rodzin działkowców. Jest także miejscem spacerowym do pobliskiego Lasku Falkowskiego. ROD jest również częścią „zielonych płuc” miasta Nowego Sącza.